# جيمس هيو ريان
جيمس هيو ريان (بالإنجليزية: James Hugh Ryan)‏ هو قسيس أمريكي، ولد في 15 ديسمبر 1886 في إنديانابوليس في الولايات المتحدة، وتوفي في 1948.